# برهان الدين النسفي
وهو أبو الفضائل محمد بن محمد بن محمد المعروف بالبرهان النسفي، فقيه وعالِم بالتفسير والأصول والكلام مسلم، ولد عام 600هـ/1203م ، ودرس على علماء عصرهِ، وفاق أقرانه، وله تصانيف عديدة ومشهورة في علم الكلام والخلاف، ولخص تفسير القرآن للإمام الرازي، وأعطى الإجازة للحافظ أبي محمد القاسم البرزالي عام 684هـ/1284م، وتخرج على يديه علماء كثيرون.

## وفاته
توفي في 28 ذو الحجة عام 687هـ/1288م، ودفن بجوار قبر الإمام أبي حنيفة، وتحت قبتهِ بالمقبرة الخيزرانية.